# 大埔 (彰化縣)
24°3′46.6″N 120°32′36.9″E / 24.062944°N 120.543583°E
大埔，是臺灣彰化縣彰化市的一個地名，位於該市南境，東鄰八卦台地，境內有大埔排水溝流經。相較於今日行政區，其範圍大致包括崙平里東南部、向陽里東部及南部狹長邊界地帶、南美里、彰安里西南部凸出部分及東南端、南瑤里、南興里不含東南端、成功里不含西北部、光南里西南端及南部邊界地帶、建寶里、介壽里彰化縣立體育場一帶地區、延平里、延和里。

## 行政區劃
戰前
- 1901年，彰化廳線東堡南門口區大埔庄。
- 1909年，線東堡南門口區大埔庄，改隸台中廳彰化支廳。
- 1920年，台中州彰化郡南郭庄大埔字。
- 1933年，南郭庄撤銷合併至彰化市，改隸台中州彰化市大埔字。
- 1941年，台中州彰化市大埔町。

戰後
- 1945年，彰化市設為台灣省轄市，大埔隸屬彰化市彰南區。
- 1950年，彰化市改制為彰化縣轄市，所轄各區裁撤，分劃各里。

## 歷史
日治時期，漢人於今大埔此地發現平原，陸續進駐農墾，漸成聚落後，1901年被劃入大埔庄，才首見大埔這名詞。
大埔之名有兩種說法：
1. 因大埔排水溝、南郭排水溝沖積而成的平原稱之。
2. 來自廣東省大埔縣的客家人於此拓墾，以祖籍縣名而命名。

## 地理
大埔位在彰化市南境的沖積平原上，鄰大埔排水溝，為彰化平原一部份。地質上，除東邊緊鄰八卦台地可偶見頭嵙山層露頭，其餘全境是全新世沖積層，主要由礫石、砂構成。
日治時期，大埔範圍大約是今轄延平、延和、成功、南瑤、南美、南興等六里。實際上，現今的大埔，大致是延平里的西界開始，向東直到大埔排水溝，因這區域的商圈、住宅區多以大埔為名，加上縣道137線縱貫於此，路名也是以大埔為名，向南直到彰化市界仍稱之，接續彰員路。大埔周邊分別是南郭、南瑤及南興，此三處聚落形成與大埔的密集住宅區，又以成功里與南郭的光南里，是許多單位機關的所在地，因此生活機能上產生仰賴。

## 公共設施
公園
- 延平公園
- 延和公園

教育
- 彰興國民中學

政府
- 彰化市公所清潔隊

醫療
- 秀傳紀念醫院延平醫療大樓